# برونکوتیدی
برونکوتیدی (به انگلیسی: (Broncho T.D)
رده درمانی : خلط آور، ضدسرفه
اشکال دارویی: شربت ۱۲۰ میلی لیتری

## اجزای دارو
عصاره هیدروالکلی آویشن

## مکانیسم اثر
گیاهی

## موارد مصرف
بعنوان ضد سرفه و خلط‌آور 

## طرز مصرف
در بالغین: یک قاشق غذاخوری ۳ تا ۴ بار در روز مصرف می‌شود.
در کودکان: یک قاشق مرباخوری ۳ تا ۴ بار در روز مصرف می‌شود.

## موارد منع مصرف
- دیابت ملیتوس (به علت وجود ساکاروز در فرمولاسیون)

نکته مهم: بی‌خطر بودن مصرف این فراورده دارویی در دوران بارداری و شیردهی به اثبات نرسیده‌است. با این وجود برای مصرف در این موارد لازم است که فواید و منافع آن برای بیمار، در مقایسه با مضرات احتمالی آن سنجیده شود.

## عوارض جانبی
- تحریک غشاء مخاطی

## منبع
- راهنمای کاربرد داروهای ژنریک ایران، دکتر رامین خدّام، چاپ هفتم،۱۳۸۸، صفحه: ۱۰۳۲
- فرهنگ داروهای ژنریک ایران و دسته بندی داروها، دکتر مصطفی صابر، چاپ اول، ویرایش چهارم، ۱۳۸۶، صفحه:۲۶۱
- داروهای ژنریک ایران و دسته بندی داروها (همراه با داروهای گیاهی و داروهای هلال احمر)، تألیف: دکترمصطفی صابر، چاپ هفتم، صفحه :۲۷۲